# Undenäs socken
Undenäs socken i Västergötland ingick i Vadsbo härad, ingår sedan 1971 i Karlsborgs kommun och motsvarar från 2016 Undenäs distrikt.
Socknens areal är 350,11 kvadratkilometer varav 287,09 land. År 2000 fanns här 2 050 invånare.  En del av tätorten Karlsborg, samt tätorterna Forsvik och Undenäs med sockenkyrkan Undenäs kyrka ligger i socknen.

## Administrativ historik
Socknen har medeltida ursprung. I perioder före 1826 var Skagens församling utbruten ur denna socken. 1842 utbröts Tiveds socken.
Vid kommunreformen 1862 övergick socknens ansvar för de kyrkliga frågorna till Undenäs församling och för de borgerliga frågorna bildades Undenäs landskommun. Ur församlingen och landskommunen utbröts en del 1885 för att bli del av de då bildade Karlsborgs församling och Karlsborgs landskommun. Undenäs landskommun införlivade Halna landskommun 1952 och upplöstes 1971 då denna del uppgick i Karlsborgs kommun.
1 januari 2016 inrättades distriktet Undenäs, med samma omfattning som församlingen hade 1999/2000.
Socknen har tillhört län, fögderier, tingslag och domsagor enligt vad som beskrivs i artikeln Vadsbo härad. De indelta soldaterna tillhörde Skaraborgs regemente, Södra Vadsbo kompani och Livregementets husarer, Vadsbo skvadron, Vadsbo kompani.

## Geografi
Undenäs socken ligger nordväst om Karlsborg med Vättern i öster, Bottensjön i söder, Unden och Tiveden i norr och Viken i väster. Socknen är en kuperad skogsbygd med odlingsbygd vid sjöarna.

## Fornlämningar
Från bronsåldern finns gravrösen. Från järnåldern finns gravfält, domarringar, resta stenar, skeppssättningar och två fornborgar.
På Kyrkogårdsön i Vättern finns en gammal kyrkogård från digerdödens dagar.

## Namnet
Namnet skrevs 1385 Vndedhe innehåller sjönamnet Unden och ed, 'passage mellan eller utmed vatten' och kan äldst avsett en passage längs Edsån.